# Vikentij Vikenťjevič Veresajev
Vikentij Vikenťjevič Veresajev (rusky Викентий Викентьевич Вересаев vlastním jménem Vikentij Vikenťjevič Smidovič; 16. ledna 1867, Tula – 3. června 1945, Moskva) byl ruský lékař a spisovatel.

## Život a dílo
Narodil se v rodině polského lékaře. Absolvoval historicko-filologickou fakultu petrohradské univerzity. Dočasně byl ovlivněn ideologií narodnictví. Po prvních básnických pokusech přechází k próze. Po dokončení studia historických věd pokračuje na lékařské fakultě v estonském Tartu (dříve Dorpat) a stává se praktickým lékařem v Tule. Později žije v Petrohradě. Začíná uveřejňovat první povídky. V nich často kritizuje z pozice  lékaře celý ruský zdravotnický systém a zabývá se také postavením ženy ve společnosti, láskou mezi mužem a ženou a vztahy v manželství. Jeho prózy z 90. let vycházejí v marxistických časopisech. Za rusko-japonské války (1904-1905) pracuje jako vojenský lékař. V letech 1917 a 1918 se dává do služeb sovětského státu. Pracuje v osvětové komisi a ve Státním nakladatelství. Kromě povídek, novel a románů píše literárně historické  práce o Puškinovi a Gogolovi a překládá antickou poezii (Homérovu Iliadu a Odysseu). V pozdějších dílech se objevuje kritický tón. V románu V tupike z roku 1922 (česky Na slepé koleji, 1928) píše o nesnadném postavení inteligence, která odmítá rudý teror a násilí. V románu Sëstry (z roku 1933) kritizuje násilnou kolektivizaci. Zemřel 3.6.1945 v Moskvě.

### České překlady z ruštiny
- Pavučina (orig. 'Sočiněnija'). 1. vyd. Brno: Host, 2005. 152 S. Překlad: Alena Morávková
- Dva konce (orig. 'Dva konca'). 1. vyd. Praha: Svět sovětů, 1960. 157 S. Překlad: Ervína Moisejenková
- Bez cesty (orig. 'Izbranoje a Rasskazy'). 1. vyd. Praha: SNKLHU, 1957. 350 S. Překlad: Vladimír Pravda
- Na slepé koleji. Družstevní práce, 1928. 245 S. Překlad: Antonín Poláček
- K životu: román. Královské Vinohrady: Fr. Jiroušek, 1918. 158 S. Překlad: Stanislav Minařík
- Zápisky z rusko-japonské války. Praha: Ant. Svěcený, 1915. 150 S. Překlad: Fr. Brůžek
- Na vojně : Zápisky z rusko-japon. války. 1. vyd. Brno: Den, 1908. 428 S. Překlad: Stanislav Minařík
- Zápisky z rusko-japonské války. 2. vyd. Praha: S. Minařík, 1911. 449 S.

#### Medicína
- Zápisky praktického lékaře. V Praze: E. Beaufort, 1902. 288 S. Překlad: Václav Kudrna

#### Výbor povídek ruských autorů
- Příběhy mladých lékařů. 1977. 308 S. (výbor povídek vybraných ruských autorů)
- Falešný kupón. Svoboda, 1969. 254 S. (výbor povídek vybraných ruských autorů, vybral Jan Zábrana)